# Марко (Тренто)
Марко је насеље у Италији у округу Тренто, региону Трентино-Јужни Тирол.
Према процени из 2011. у насељу је живело 2705 становника. Насеље се налази на надморској висини од 173 м.